# Hofje van Hoogelande
Het Hofje van Hoogelande  is een hofje in Den Haag.

## De stichter
Het eerste Hofje van Hoogelande werd in 1669 gebouwd in opdracht van de toen bijna 80-jarige kinderloze weduwnaar jonkheer Eduard van Hoogelande. Zijn familie kwam uit Walcheren waar zijn voorouders de heerlijkheid Hoogelande hadden. Na de inname van Den Briel in 1572 waren zijn vader Johan en diens broer Eewout naar Leiden verhuisd. Vader Johan kreeg twee zonen, Eduard en Cornelis, die geneesheer en medisch hoogleraar in Leiden werd en pro Deo praktiseerde ten behoeve van de armen. Hij overleed al in 1662. Oom Eewout bleef kinderloos, dus Eduard was de erfgenaam van het hele familiekapitaal. Toen hij dat erfde, was hij al weduwnaar. Om zijn naam voort te laten bestaan, stichtte hij het Hofje van Hoogelande.

## De stichting

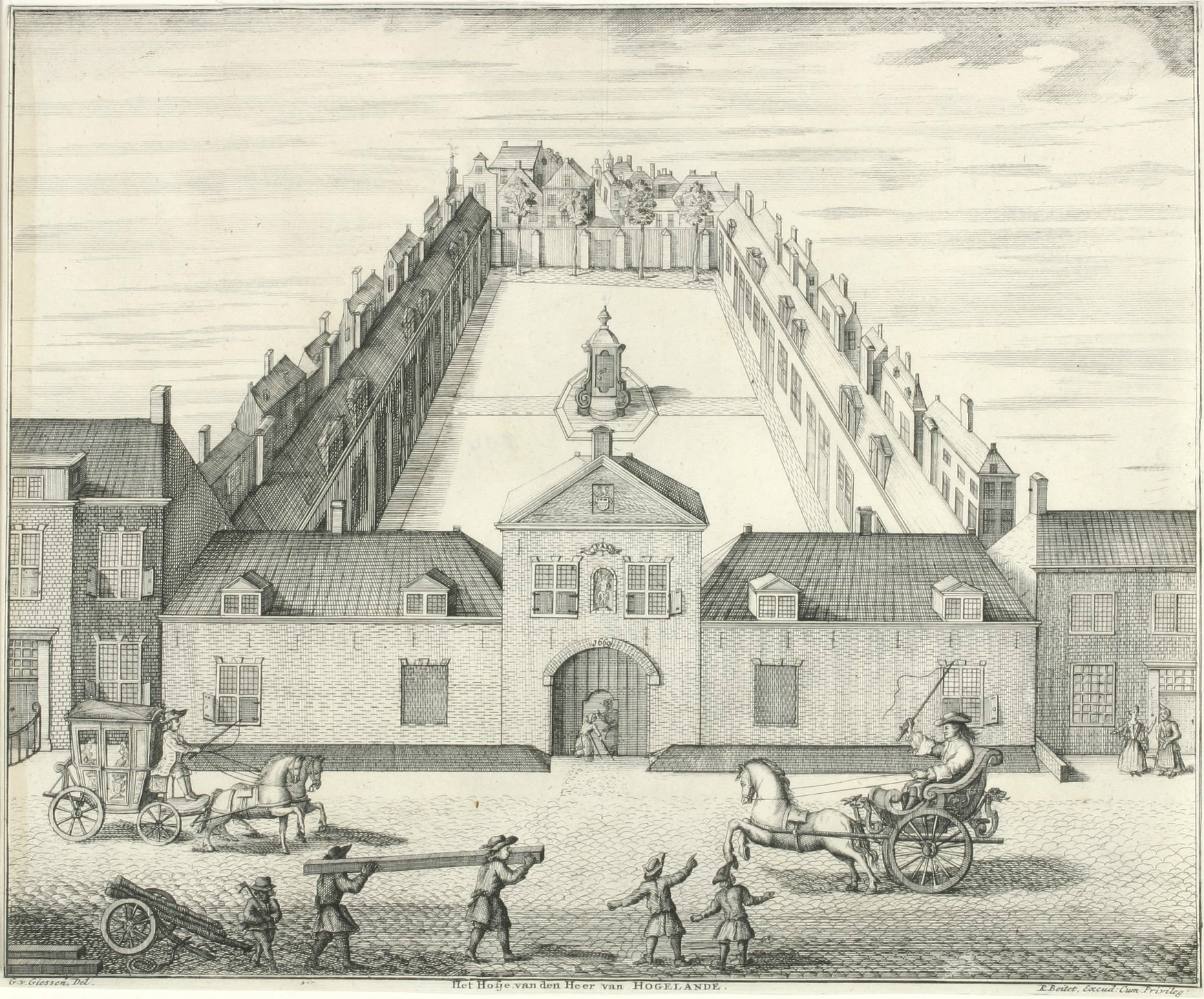
Ets uit 1730 van het eerste Hofje van Hoogelande aan de Boekhorststraat

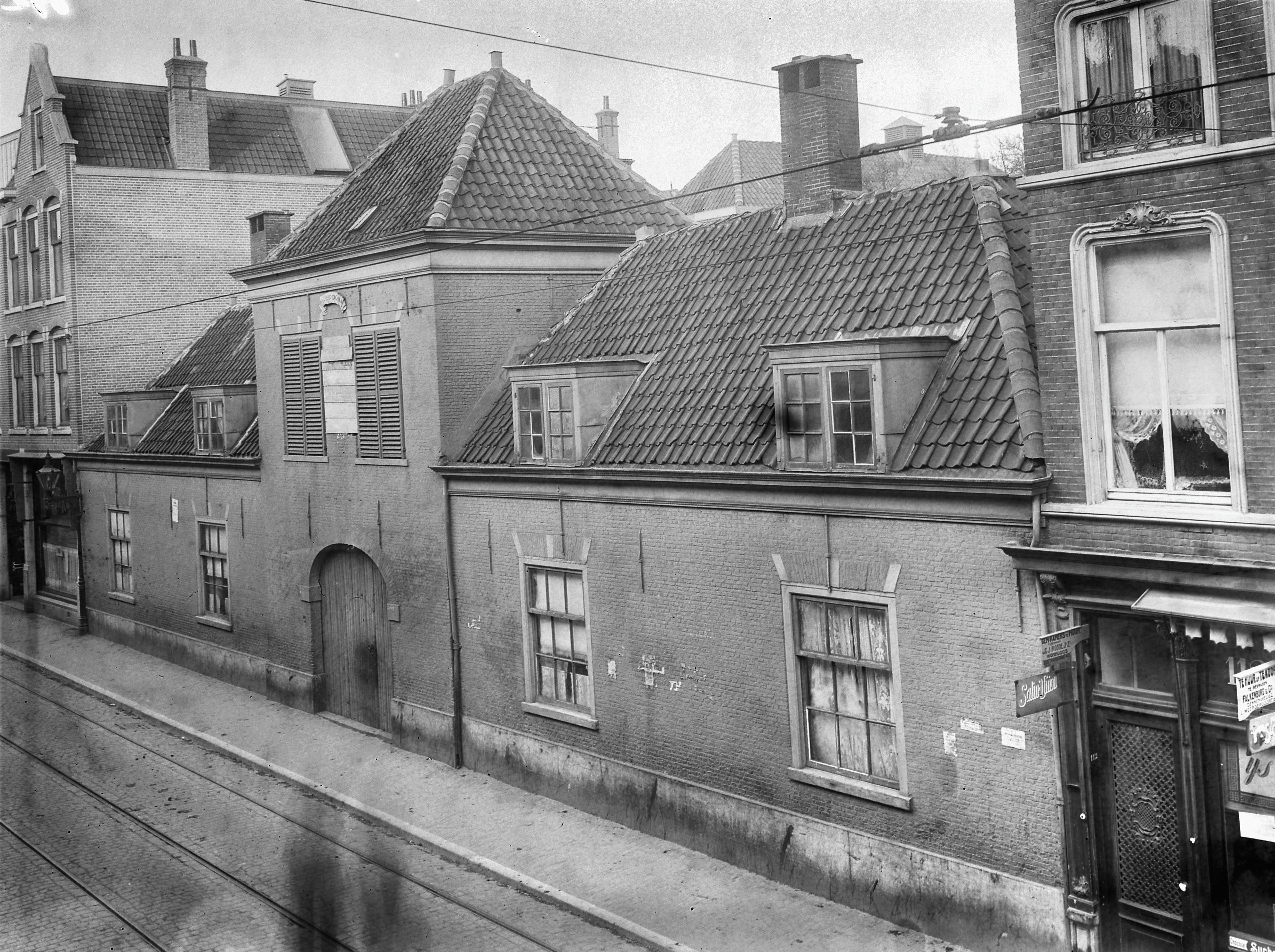
Voorgevel met poortgebouw van het hofje aan de Boekhorststraat, gesloopt in 1907

De grond voor het hofje had Van Hoogelande in februari 1669 gekocht. Het lag aan de oostkant van de Boekhorststraat, dus aan de zuidkant van de Prinsegracht, aan de rand van het centrum van Den Haag. Het was een buurt waar in de 17de eeuw meer hofjes werden gebouwd. Op 20 februari 1676 liet de inmiddels 86-jarige man een testament opmaken door de Haagse notaris Hendrik Terbeek van Coesfelt. Daarin beschreef hij door wie het hofje bewoond en beheerd diende te worden.
Het hofje had een toegangspoort aan de Boekhorststraat. Boven de poort staat het jaartal 1669 en daarboven het familiewapen. De ramen hadden luiken. Op het midden van de binnenplaats stond een pomp uit 1676.
Nadat het eerste hofje totaal verwaarloosd was werd in 1906 besloten een nieuw hofje te bouwen aan de Johannes Camphuysstraat. Als architect werd W.B. van Liefland aangetrokken.

## Architectuur
Liefland was een leerling van P.J.H. Cuypers. Hij ontwierp een vierkant hofje met een binnentuin, maar Bouw en Woningtoezicht keurde de vierde kant af. Het moest een open hofje worden. In een U-vorm werden 36 huisjes gebouwd maar aan de vierde kant werden toch de funderingen aangelegd voor het geval het hofje ooit afgesloten zou worden. De pomp staat er nog steeds, en er staat een tuinbank die in 1911 door koningin Emma werd geschonken.
Alle huisjes hebben twee verdiepingen en een zolder. De huisjes hadden een keukentje en een zwart-marmeren schouw. Er waren, waar mogelijk, ramen aan de voor- en achterkant. Oorspronkelijk waren er 36 huisjes, bij de laatste restauratie werden enkele huisjes groter gemaakt waardoor er nu nog maar 26 huisjes zijn.
Boven de huidige toegangspoort is de regentenkamer. Hier hangen negen portretten van voormalige regenten en een schilderij van Van Hoogelande. Er staat ook meubilair uit de 17de eeuw.

## Bewoonsters
De bewoonsters zijn 55 jaar of ouder en moeten een christelijke achtergrond hebben. Ook moeten ze een laag inkomen hebben en weinig eigen vermogen. Ze moeten zelfredzaam zijn, ze mogen geen huisdieren hebben en zij moeten van plan zijn er permanent te wonen. Na een kennismakingsgesprek met de beheerster en een bestuurslid wordt beslist of de aanvraagster in aanmerking voor bewoning komt. In 2010 was het hofje voor het eerst op Open Monumentendag opengesteld.